# 朋楚克多爾濟
朋楚克多尔济（18世纪—1795年），喀尔喀蒙古车臣汗部人，博尔济吉特氏。清朝第十二代车臣汗。第十一任车臣汗齐旺多尔济次子。
乾隆六十年（1795年），齐旺多尔济去世，乾隆帝命次子朋楚克多尔济袭封车臣汗。朋楚克多尔济当年去世，没有儿子。齐旺多尔济长子、朋楚克多尔济的大哥桑斋多尔济袭封车臣汗。嘉庆五年（1800年），嘉庆帝降桑斋多尔济为四等台吉，以朋楚克多尔济嗣子瑪哈什哩袭封车臣汗。齐旺多尔济的血缘后裔没有再承袭车臣汗。